# Timber Creek Airport
Timber Creek Airport är en flygplats i Australien. Den ligger i kommunen Victoria-Daly och territoriet Northern Territory, omkring 350 kilometer söder om territoriets huvudstad Darwin. Timber Creek Airport ligger 14 meter över havet.
Trakten runt Timber Creek Airport är nära nog obefolkad, med mindre än två invånare per kvadratkilometer..
Omgivningarna runt Timber Creek Airport är huvudsakligen savann. Genomsnittlig årsnederbörd är 1 245 millimeter. Den regnigaste månaden är februari, med i genomsnitt 325 mm nederbörd, och den torraste är juni, med 1 mm nederbörd.